# کوه دل (مجموعه تلویزیونی)
کوه دل (به ترکی استانبولی: Gönül Daği) مجموعه تلویزیونی ترکیه ای است که از شبکه دولتی TRT1 پخش می‌شود.

## خلاصه
داستان مردم روستایی است که در یک منطقهٔ استپی زندگی می‌کنند و بخاطر شرایط نامساعد و امکانات کم خیلی‌ها مجبور به مهاجرت می‌شوند. سریال مجموعه ای از غم ها ، آرزوها و روایت های فولکولور و سنتی اجتماعی است که حول محور یک خانواده بزرگ با پسران و نواه هاست. درون مایه سریال به گونه ای است که در یک قیمت همزمان ممکن هست شدیدا گریه کنید و چند دقیقه بعد شدیدا بخندید. سریال سعی دارد مفاهیم عرفانی، اسلامی، ساده زیستی و نقش انواده در جامعه را نشان داده و و روح زندگی جمعی را نشان دهد.